# Marie Urfus
Marie Urfus, verheiratete Marie (auch: Maria) Moissi, (* 12. März 1874 in Teplitz, Österreich-Ungarn, als Maria Anna Franziska Urfus; † 3. Mai 1943 in Berlin) war eine österreichische Theaterschauspielerin.

## Leben
Maria Urfus war die Tochter eines österreichischen Finanzrates und Landesinspektors. Sie hatte eine Schwester.
Nach einer Prüfung vor Direktor Angelo Neumann trat sie, ohne dramatischen Unterricht erhalten zu haben, 1894 in den Verband der Prager Theater ein, wo sie als „Raphael“ im „Faust“ debütierte. Zunächst sang sie am Neuen deutschen Theater kleinere Opernpartien, später trat sie in Schauspielrollen am Deutschen Landes-Theater auf. Vom Direktor gefördert, erzielte sie große Erfolge. 1899 wechselte sie  ans Kaiser-Jubiläums-Stadttheater in Wien. Im September 1901 wurde sie ans Hofburgtheater engagiert, das sie 1904 wieder verließ. Von 1904 bis 1907 war sie schließlich am Berliner Lessing-Theater tätig
Im Juni 1910 heiratete sie in England Alexander Moissi (1879–1935). Im Herbst 1913 gründete sie in Berlin die „Schauspielschule Maria Moissi“, an der auch ihr Mann unterrichtete. Die Ehe mit Moissi wurde 1918 geschieden. Moissi unterstützte Urfus nach der Scheidung finanziell, wie er es auch schon bei deren Schwester gehalten hatte, die nach dem Tod Alfred Breiderhoffs in Bedrängnis geraten war.
Zu ihren Schülerinnen gehörten Dorothea Wieck und Olga Wojan. Kontakte lassen sich ferner nachweisen zu Elisabeth Bergner und Else Lasker-Schüler, in deren Interesse sie im Mai 1933 mit Gottfried Benn telefoniert haben soll. Den Brief, den sie nach diesem Telefonat an die Dichterin schrieb, schickte sie aus Berlin ab.
1943 starb Marie Urfus im Alter von 69 Jahren im Martin-Luther-Krankenhaus (Berlin) an den Folgen eines Schlaganfalls.
Ihr Grab befindet sich auf dem Wiener Zentralfriedhof (Gruppe 35 D, Reihe 1, Nr. 30).
Ihre Tochter Beatrice Moissi (später Beate von Molo; * 1906 München; † 1998), begann als Diseuse, wurde später Theaterleiterin und Regisseurin und heiratete 1942 den Filmeditor Conrad von Molo.